# Action Man: Mission Xtreme
Action Man: Mission Xtreme (Action Man: Operation Extreme aux États-Unis) est un jeu vidéo d'action sorti en 1999 sur PlayStation et Windows. Le jeu a été développé par Blitz Games et édité par Hasbro Interactive.

## Accueil
Le jeu a reçu un très mauvais accueil critique de la part de la presse spécialisée :
- AllGame : 1,5/5[1]
- Consoles + : 0 %[2]